# Некро
Некро (на английски: Necro) е американски рапър от еврейски произход. Истинското му име е Рон Браунстайн.
Песните му са брутални и трудно приемливи за много хора. В текстовете му се съдържа насилие, секс, наркотици, сатанизъм и негативизъм. Той е един от най-добрите рап продуценти, отличаващ се с изключително висока и качествена продуктивност. Притежава собствен лейбъл за рап музика — Psycho+logical records. Един от пионерите в метъл-рапа, който записва песни с метъл легенди като Sean Martin, John Tardy, Dan Lilker, Trevor Peres от Obituray, Danny Diablo, Jamey Jasta и др. По-големият му брат Ил Бил е също рапър, член на групата Non Phixion.
Познат още като:
- The Most Sadistic
- The Sexorcist
- The Sexpert
- Necrophiliac

## Албуми
- I Need Drugs
- Gory Days
- Brutality pt 1
- Street Villains Vol.1
- Rare Demos And Freestyles Vol.1
- Rare Demos And Freestyles Vol.2
- Rare Demos And Freestyles Vol.3
- The Pre-Fix For Death
- Street Villains Vol.2
- Sexorcist
- Circle of Tyrants
- DIE!